# Scutum Logistics
Scutum Logistics SL è una casa motociclistica spagnola che produce motocicli elettrici con il marchio Silence (ex Scutum). Fondata nel 2011 e operativa dal 2012 è guidata da Carlos Sotelo, ex motociclista professionista.

## Storia
L'azienda venne fondata nel 2011 da Carlos Sotelo, insieme ai soci Juan Carlos Pablo e Josep Losantos, sfruttando i fondi di un progetto catalano che prevedeva la realizzazione di un motore elettrico destinato ad equipaggiate motocicli di produzione locale. 

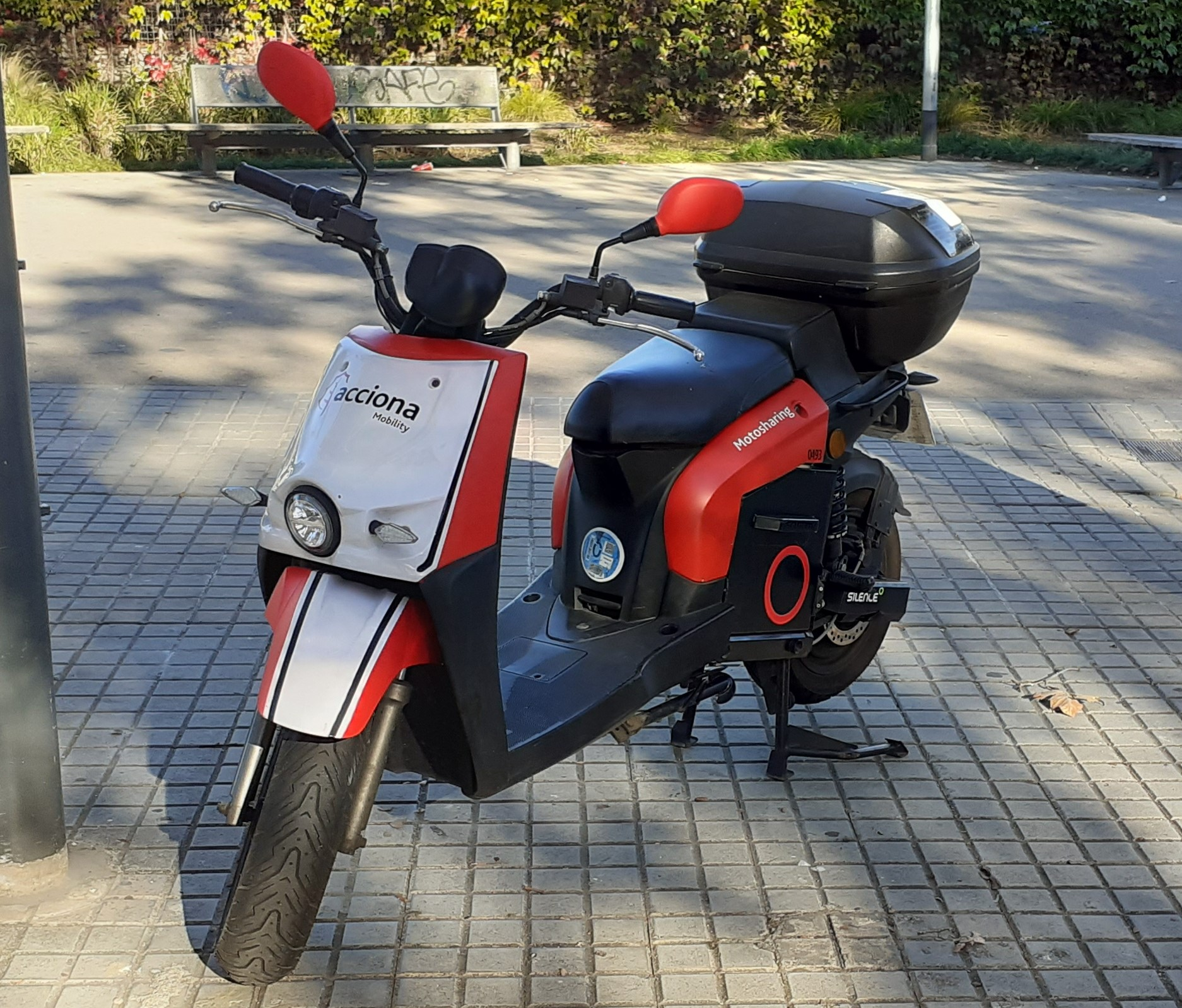
Il Silence S02

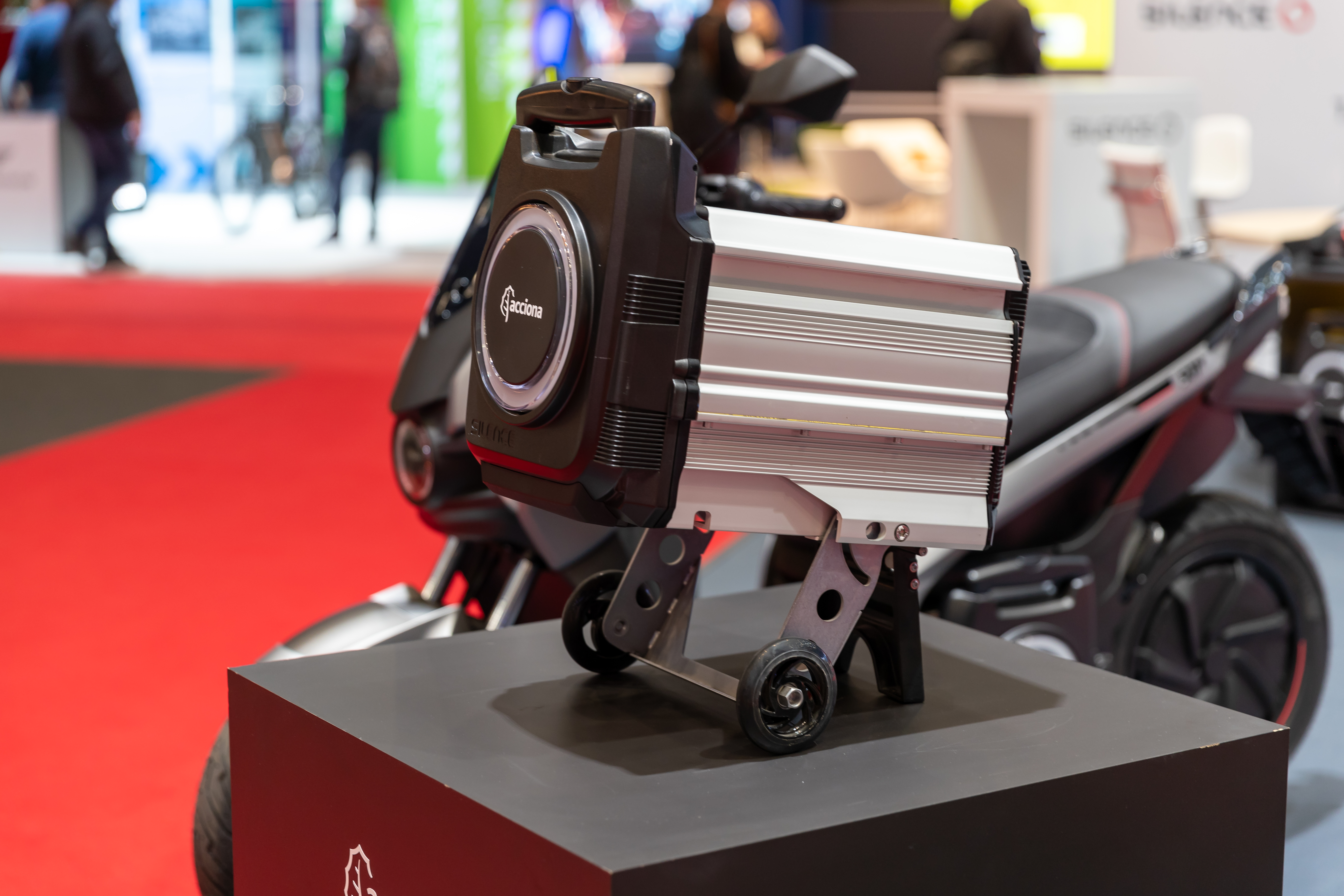
Batteria ricaricabile

Nel 2012 è stato immesso sul mercato il primo veicolo elettrico, lo Scutum S02, inizialmente solo per enti e flotte e successivamente per i privati.
Nel 2014 entrano nell’azionario di Scutum Repsol, La Caixa e il Centro para el Desarrollo Tecnológico Industrial (CDTI), che contribuirono con due milioni di euro a industrializzare per la produzione futuri modelli come l’S01, uno scooter elettrico con batteria rimovibile che venne lanciato sul mercato a metà del 2016.
Nel 2017 viene inaugurata la nuova fabbrica di Molins de Rei (Barcellona). Lo stabilimento ha la capacità di produrre 10.000 scooter e 12.000 unità di Battery Packs.
Nel 2018 viene lanciata la produzione dell’S03 a tre ruote e il marchio Scutum viene sostituito dal nuovo Silence.
Un importante accordo è stato firmato anche con la casa automobilistica SEAT che commercializza gli scooter Silence a marchio proprio tramite una operazione di badge engineering. I modelli venduti a marchio SEAT vengono denominati SEAT Mò eScooter.
All'inizio del 2021 l'azienda è stata acquistata da Acciona e alla fine di dell’anno viene annunciata la produzione di un quadriciclo elettrico con il modello S04.

## Veicoli in produzione

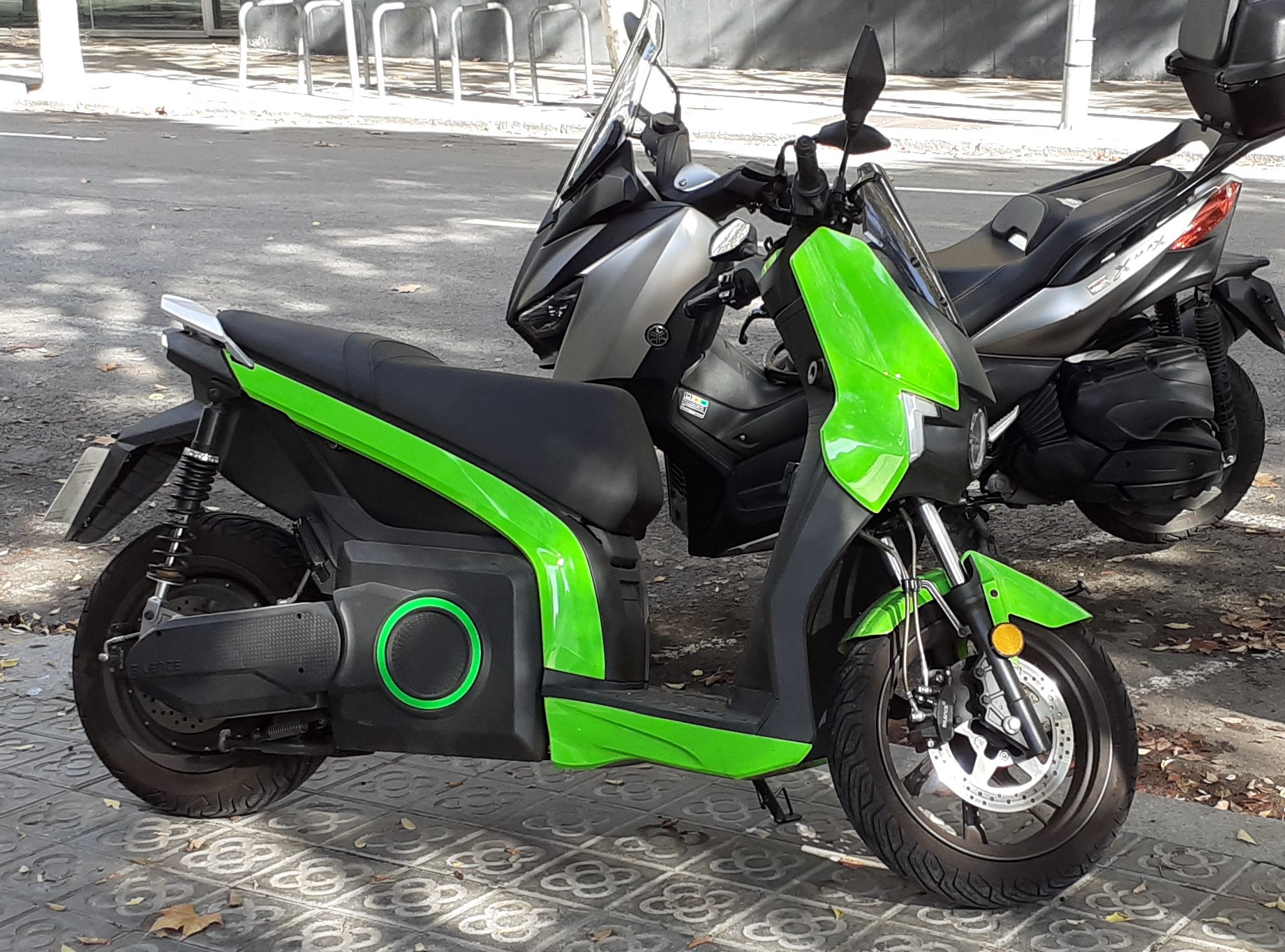
Il modello S01

- S01
- S02
- S02
- S03